# Sta-op-stoel
Een sta-op-stoel, ook wel opstastoel of stastoel genoemd, is een elektrisch verstelbare fauteuil waarmee mensen met een fysieke beperking eenvoudiger uit een stoel kunnen opstaan. Een sta-op-stoel komt door gebruik van een elektromotor omhoog en kantelt de persoon voorover, zodat opstaan eenvoudig is. Behalve opstaan kan de persoon zo ook geholpen worden met gaan zitten; het voorkomt het in de stoel 'ploffen'. De persoon gaat, met de stoel in de hoogste stand, zitten en laat door middel van de elektromotor de stoel weer zakken naar de grond. 
Veel gebruikers van een sta-op-stoel vallen onder de noemer 'veelzitter'. Zij brengen door fysieke klachten noodgedwongen een steeds groter deel van de dag zittend door. Deze groep gebruikers bestaat voornamelijk uit gehandicapten en senioren.

## Nederland
Tot januari 2009 viel de sta-op-stoel in Nederland binnen het pakket van de zorgverzekering. Dat betekende dat iedereen met een sta-op-probleem vanuit geldende wet- en regelgeving een sta-op-stoel in bruikleen of eigendom verstrekt kon krijgen door zijn of haar zorgverzekeraar. Minister Klink van VWS besloot echter per 1 januari 2009 de wet zodanig te veranderen dat nog slechts 'aan functiebeperking aangepaste' stoelen verstrekt worden. Uitsluitend een opsta-probleem is onvoldoende indicatie voor verstrekking. Indien er sprake is van een opstapprobleem gecombineerd met andere zitproblemen die niet in een standaardstoel op te vangen zijn, zoals decubitus of beperkte rompbalans, dan valt de sta-op-stoel met extra aanpassingen wel onder de regeling hulpmiddelen. Sommige leveranciers meten de stoel ook bij mensen thuis op maat, echter de prijzen voor een dergelijke service aan huis zijn vaak beduidend hoger. Fauteuils of stoelen voorzien van elektrisch verstelbare sta op hulp vallen in Nederland onder de hulpmiddelen. Hiervoor geldt het lage btw-tarief van 9%. 